# Червоне ядро
Червоне ядро (лат. nucleus ruber) — парна структура, розташована рострально в середньому мозку, яка бере участь у координації рухів. На розтині вона має блідо-рожевий колір, що, як вважається, зумовлене підвищеним вмістом заліза, присутнього в червоному ядрі принаймні у двох різних формах: гемоглобіну й феритину..

## Будова
Червоне ядро складається з каудальної (магноцелюлярної) і ростральної (т.зв парвоцелюлярної) частин. Знаходиться в покришці середнього мозку поряд з чорною субстанцією, та належить до підкіркових центрів екстрапірамідної рухової системи.

## Функції
У хребетних без сформованого кортікоспінального шляху, хода переважно контролюється червоним ядром.
Позаяк кортикоспінальний шлях домінує (у всіх приматів), руброспінальний шлях може вважатися рудиментарним і червоне ядро має менше значення для рухової функції ніж навіть у більшості інших ссавців.  Проте, повзання у малюків контролюється саме червоним ядром, як і помахування рук в такт ході . Червоне ядро грає допоміжну роль у контролі плеча через проєкцію в магноцелюлярній частині. У людини  червоне ядро також залучене у великих рухах рук (але не ніг, бо руброспінальний шлях закінчується у верхньогрудному відділі) Тонкий контроль пальців не модерується червоним ядром (функцію покладено на кортикоспінальний шлях). Більшість аксонів червоного ядра не представлені в спинному мозку, але натомість, (через парвоцелюлярну частину) передають інформацію з моторної кори в мозочок через нижньооливарний комплекс, важливий передавальний компонент довгастого мозку. 

## Вхідні й вихідні шляхи
Червоне ядро отримує багато імпульсів від мозочка (кулеподібного та коркоподібного ядер) на протилежній стороні; і  від моторної кори на однойменній стороні.
Червоне ядро має два комплекти еферентних (вихідних) шляхів:-
- В людському мозку більша частина вихідної інформації йде пучком волокон  через медіальну тегментальну (покришкову) ділянку в напрямку нижніх олив по однойменній стороні і формує частину шляху, що зрештою впливає на мозочок.
- Інший вихідний шлях) йде до ретикулярної формації ромбоподібного мозку й спинного мозку на протилежну сторону, складаючи руброспинальний шлях, який проходить вентрально від латерального кортикоспінального шляху. Як зазначалося раніше, руброспинальний шлях більш важливий у не-приматів; у приматів, внаслідок добре розвиненої кори головного мозку, кірково-спинномозковий шлях взяв на себе роль руброспінального. Магноцелюлярні і парвоцелюлярні нейрони червоного ядра мають секреторну функцію й виробляють вазопресин.

## Додаткові ілюстрації

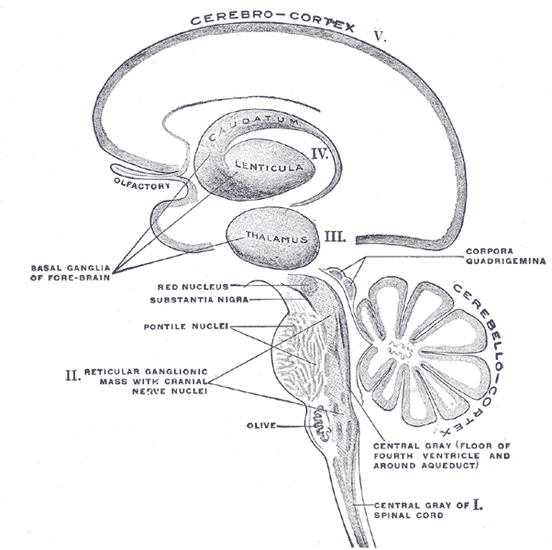
Схема основних мозкових структур.
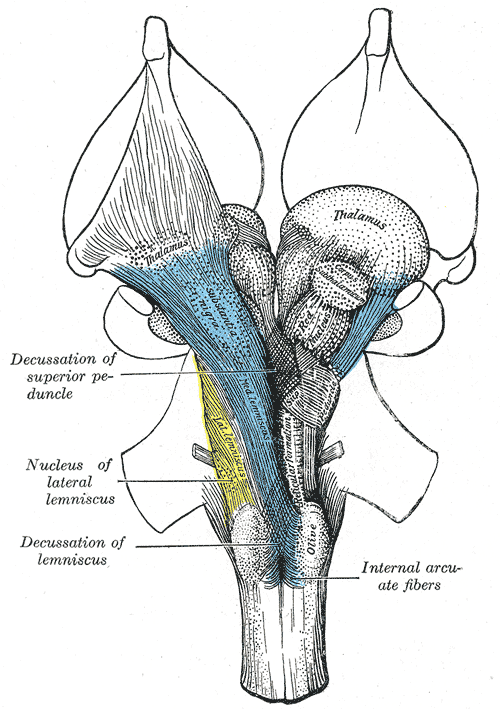
Глибокий розтин стовбура мозку. Вентральний вигляд.
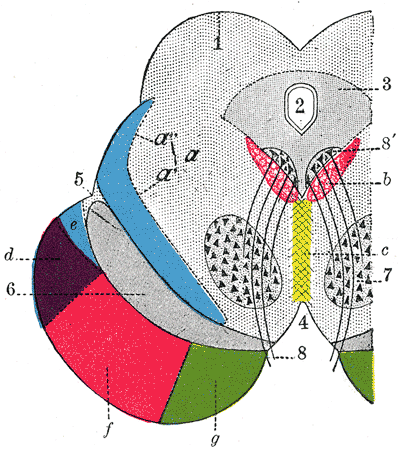
Поперечний розтин через середній мозок.
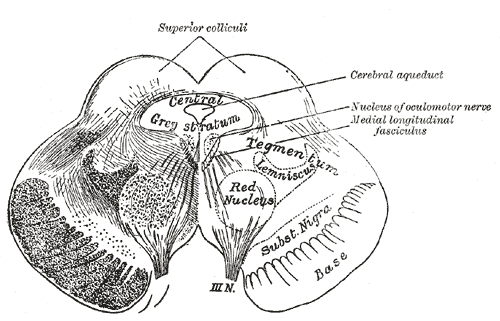
Поперечний розтин через середній мозок на рівні верхніх горбків чотиригорбкового тіла.
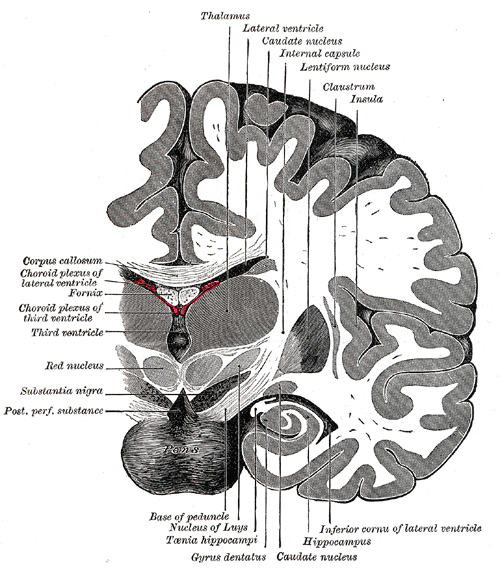
Корональний розтин одразу перед мостом.
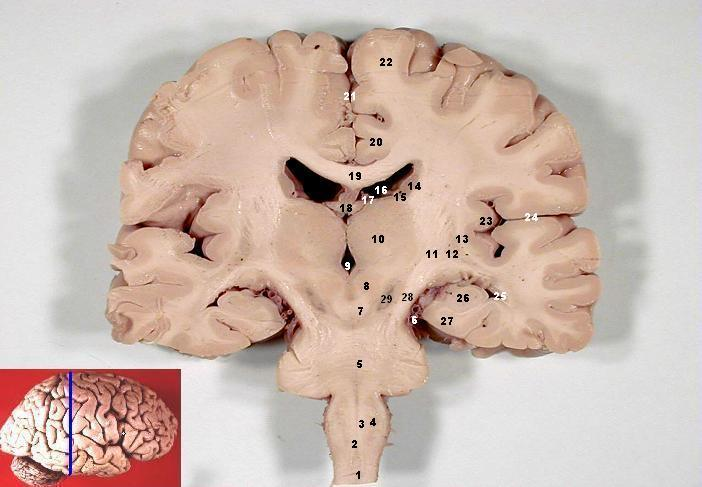
Корональний розтин мозку
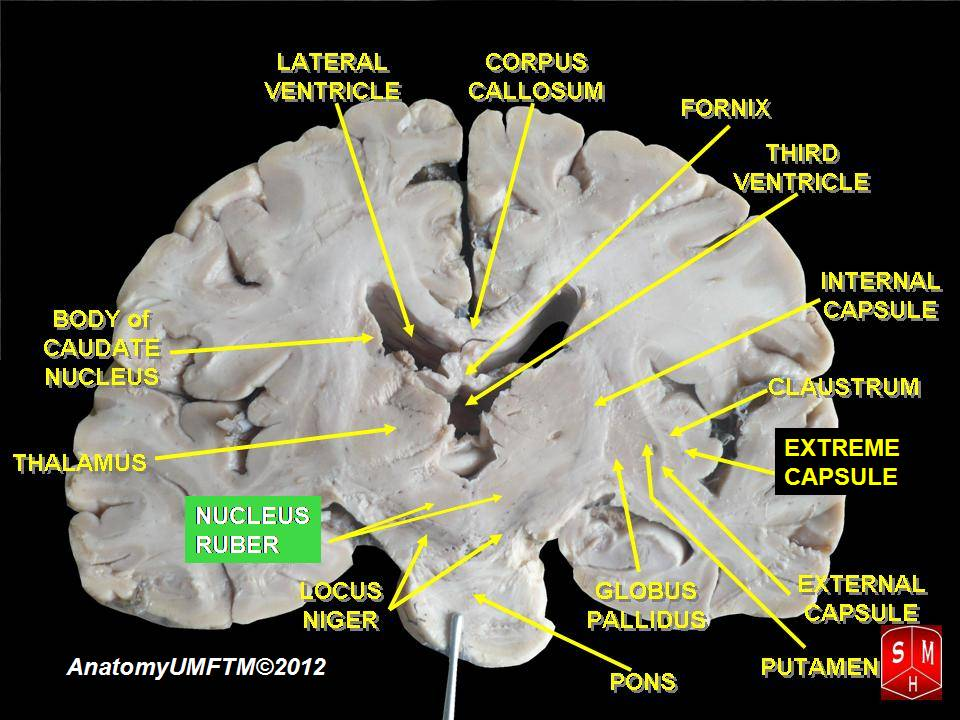
Червоне ядро
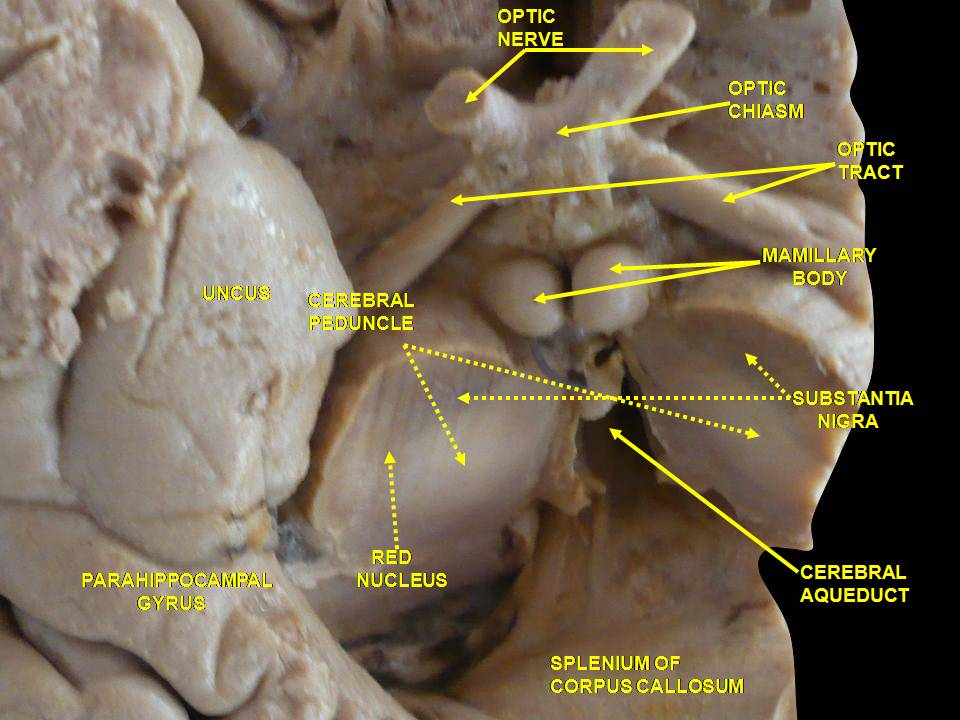
Ніжки мозку, зоровий перехрест, водогін мозку. Вигляд знизу. Глибокий розтин.
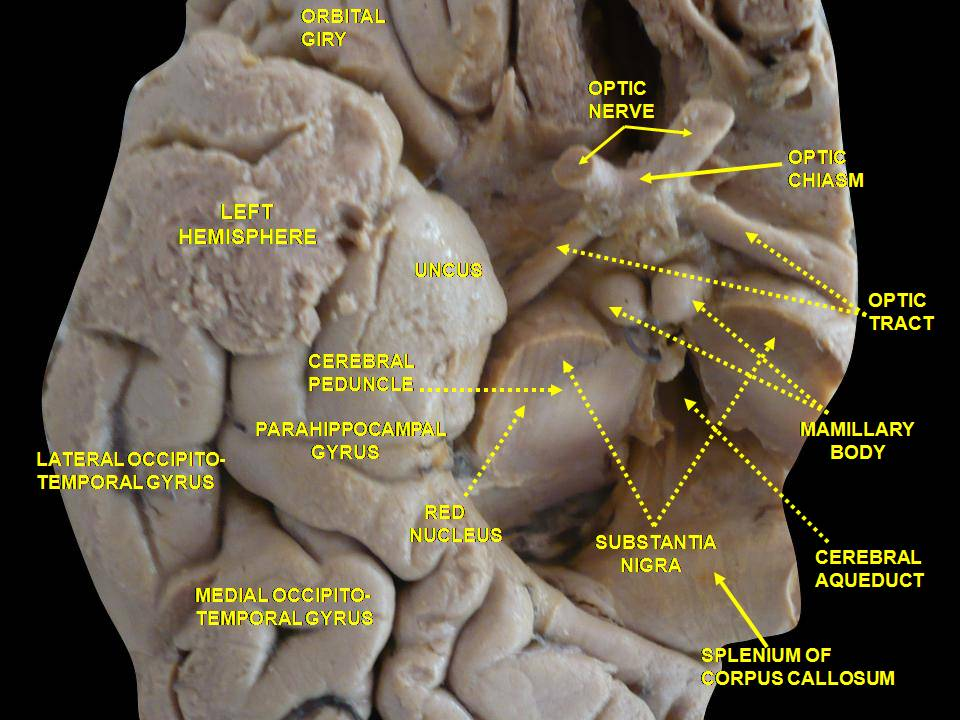
Ніжки мозку, зоровий перехрест, водогін мозку. Вигляд знизу. Глибокий розтин.
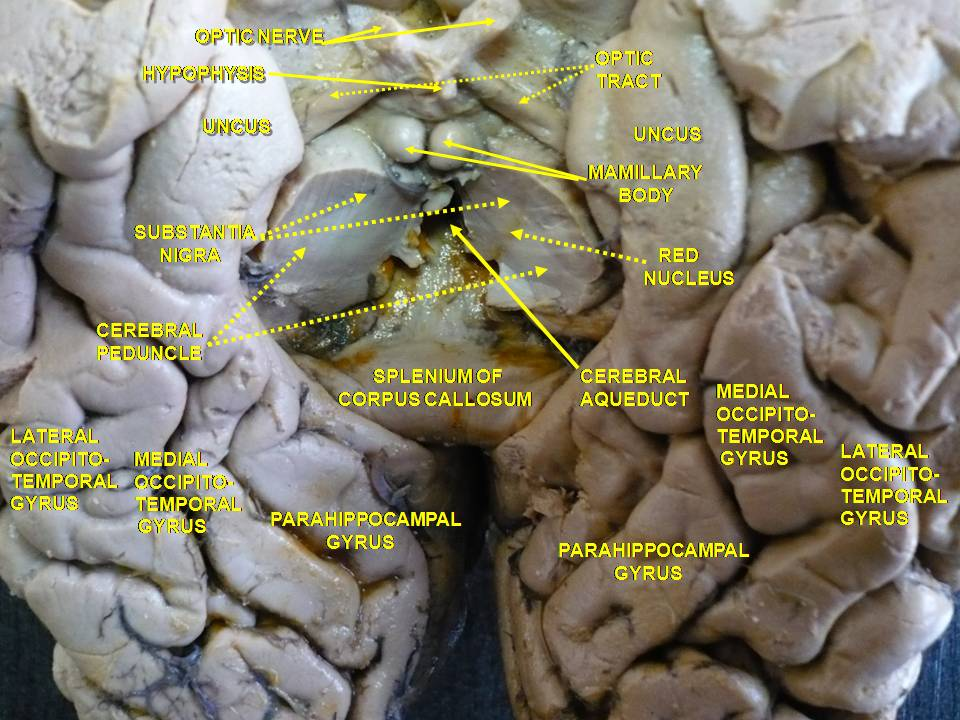
Мозок. Вигляд знизу. Глибокий розтин.